# ThyssenKrupp Marine Systems
ThyssenKrupp Marine Systems GmbH  (TKMS) – niemiecki holding przemysłu stoczniowego z siedzibą w Hamburgu wchodzący w skład ThyssenKrupp AG.
Przedsiębiorstwo zostało utworzone 5 stycznia 2005, jako niezależna jednostka w ramach ThyssenKrupp, powstała w wyniku połączenia przedsiębiorstwa zależnego ThyssenKrupp Werften z Howaldtswerke-Deutsche Werft GmbH (HDW). Profil działalności przedsiębiorstwa obejmuje produkcję i serwis okrętów wojennych, w tym okrętów podwodnych, a także produkcję i serwis jachtów luksusowych.
TKMS posiada udziały w stoczniach:
- Howaldtswerke-Deutsche Werft GmbH (HDW) w Kilonii, Niemcy – produkcja okrętów podwodnych
- Blohm + Voss w Hamburgu, Niemcy
- Hellenic Shipyards S.A. w Scaramanga, Grecja (24,9% udziałów)

W przeszłości TKMS posiadał udziały większościowe w stoczni Kockums AB w Malmö, Szwecja. Stocznia należała od początku XXI w. do HDW. W 2013 stocznia zmieniła nazwę na ThyssenKrupp Marine Systems (Kockums), a po odsprzedaniu jej w 2014 Saab Group – zmieniła nazwę na Saab Kockums.